# Michael Parensen
Michael Parensen (Bad Driburg, 1986. június 24. –) német labdarúgó.

## Sikerei, díjai
1. FC Union Berlin
- 3. liga: 2008-09